# Jakub Banaszek
Jakub Michał Banaszek (ur. 24 czerwca 1991 w Chełmie) – polski polityk, samorządowiec i urzędnik państwowy, z wykształcenia prawnik, od 2018 prezydent Chełma.

## Życiorys
Syn Andrzeja oraz Anny Dąbrowskiej-Banaszek, lekarki i polityk. Absolwent II Liceum Ogólnokształcącego im. gen. Gustawa Orlicz-Dreszera w Chełmie. Został absolwentem prawa na Wydziale Prawa i Administracji Uniwersytetu Warszawskiego. Ukończył także studia licencjackie z zakresu zdrowia publicznego na Warszawskim Uniwersytecie Medycznym. Został także absolwentem studiów podyplomowych z prawa medycznego na Uniwersytecie Warszawskim, studiów podyplomowych dla menedżerów farmacji w Szkole Biznesu Politechniki Warszawskiej, a także Szkoły Liderów Politycznych. Pracował m.in. w Samodzielnym Publicznym Wojewódzkim Specjalistycznym Szpitalu w Chełmie, Narodowym Funduszu Zdrowia, Ministerstwie Sprawiedliwości i biurze poselskim. Uczestnik International Visitor Leadership Program prowadzonego przez Departamentu Stanu USA.
Działał w Stowarzyszeniu „Młodzi Demokraci”, był wiceprzewodniczącym warszawskiego koła tego stowarzyszenia. Potem zaangażował się działalność polityczną w ramach Polski Razem (przekształconej w 2017 w Porozumienie), był jednym z założycieli ugrupowania. Zasiadał w zarządzie Porozumienia, do września 2020 był także prezesem zarządu okręgu chełmskiego.
Od 2014 do 2015 był asystentem Jarosława Gowina. W 2014 z listy Prawa i Sprawiedliwości uzyskał mandat radnego warszawskiej dzielnicy Ochota, otrzymując 438 głosów (zrezygnował z niego w marcu 2018 w związku z kampanią wyborczą w Chełmie). Był sekretarzem klubu radnych tej partii w radzie dzielnicy. W 2015 współtworzył stowarzyszenie Chełmianie. W wyborach w tym samym roku bezskutecznie kandydował do Sejmu z listy PiS w okręgu chełmskim (otrzymał 3630 głosów). Był doradcą ministrów Konstantego Radziwiłła oraz Mateusza Morawieckiego. We wrześniu 2017 objął funkcję pełnomocnika wojewody lubelskiego ds. rozwoju służby zdrowia, a w grudniu 2017 został członkiem rządowego zespołu ds. polityki lekowej. W kwietniu 2018 został mianowany szefem gabinetu politycznego minister przedsiębiorczości i technologii Jadwigi Emilewicz. Wszedł również do rady programowej Polskiego Radia Lublin. Jako przedstawiciel wojewody lubelskiego zasiadł w radzie nadzorczej Wojewódzkiego Funduszu Ochrony Środowiska i Gospodarki Wodnej w Lublinie.
W wyborach samorządowych w 2018 był kandydatem PiS na prezydenta Chełma. W pierwszej turze uzyskał 36,73% głosów (zajmując drugie miejsce), w drugiej dostał 50,89% głosów, pokonując urzędującą od 2006 prezydent Agatę Fisz. Uzyskał również najwyższy indywidualny wynik w wyborach do rady miejskiej (20,56% głosów oddanych w jego okręgu wyborczym). Urząd objął 23 listopada 2018.
W czerwcu 2021 zrezygnował z członkostwa w Porozumieniu. We wrześniu tego samego roku znalazł się wśród założycieli stowarzyszenia OdNowa Rzeczypospolitej Polskiej (w którym działał do 2024). Również w 2021 współtworzył i został prezesem Stowarzyszenia Prezydentów Miast Polskich – Praca, Rozwój, Odpowiedzialność. W wyborów samorządowych w 2024 z powodzeniem ubiegał się o reelekcję, wygrywając w pierwszej turze z wynikiem 52,65% głosów. W tym samym roku został wiceprezesem Związku Miast Polskich.

## Odznaczenia i wyróżnienia
W 2023 został odznaczony Srebrnym Krzyżem Zasługi.
W 2022 zajął ósme miejsce w rankingu najlepszych prezydentów miast sporządzonym przez tygodnik „Newsweek Polska”. Wyróżniony przez OZZPiP medalem „Zasłużony dla Ogólnopolskiego Związku Zawodowego Pielęgniarek i Położnych”. W 2022 wyróżniony statuetką „Bursztyn Polskiej Gospodarki”.